# Couma catingae
Couma catingae är en oleanderväxtart som beskrevs av Adolpho Ducke. Couma catingae ingår i släktet Couma och familjen oleanderväxter. Inga underarter finns listade i Catalogue of Life.